# Vlag van Prince Edward Island

Vlag van Prince Edward Island (ratio 2:3)

De vlag van Prince Edward Island is een banier die gemodelleerd is naar het wapen van Prince Edward Island. De vlag heeft een hoogte-breedteverhouding van 2:3 en is in gebruik sinds 24 maart 1964.
Boven in de vlag staat een Engelse leeuw, die voorkomt in de wapens van Eduard, hertog van Kent (waarnaar Prince Edward Island is vernoemd) en koning Eduard VII. Aan de onderzijde drie kleine eiken onder een grote eik. De kleine eiken staan voor de drie counties van de provincie. Zij worden beschermd door de grote eik: het Verenigd Koninkrijk. Dit komt ook terug in het motto van de provincie: Parva sub ingenti ("De kleine onder de bescherming van de grote").

Vlag van de luitenant-gouverneur

De randen van de vlag, afgezien die aan de hijszijde, bestaan uit rode en witte blokken; de enige elementen die niet in het provinciale wapen zijn te vinden. Rood en wit worden gezien als de symbolische kleuren van Prince Edward Island.
De luitenant-gouverneur van Prince Edward Island, de vertegenwoordiger van de Canadese Kroon in de provincie, heeft een persoonlijke standaard waarop het gekroonde wapenschild van Prince Edward Island op een blauwe achtergrond staat, omringd door tien esdoornbladeren die de tien Canadese provincies moeten symboliseren.